# Mauá da Serra
Mauá da Serra es un municipio brasilero del estado del Paraná.

## Historia
La localidad de Mauá da Serra fue elevada a la categoría de distrito por la Ley n.º 8416 del 21 de noviembre de 1986 y a nivel de municipio a través de la Ley Estatal n.º 9.272, del 24 de mayo de 1990 cuando fue desmembrada de Marilândia del Sur. La región proviene del inicio de los años 50, de una época en que el norte paranaense fue colonizado siguiendo la plantación de café a gran escala. Mauá da Serra fue una ciudad diseñada con calles, avenidas, veredas amplias y carreteras dentro del espacio urbano, pues el proyecto era parte de la estrategia colonizadora desarrollada de aquella época.

## Geografía
El área total del municipio según el IPARDES – Instituto Paranaense de Desarrollo Económico y Social es, actualmente, de 109 km², con un área urbana de 5,3 km², el que corresponde al 4,9% del total. El municipio cuenta con una extensa área rural, de 102,18 km², que representan 95,07% del área municipal total. El municipio está distante aproximadamente 315 km de la capital del estado, Curitiba, 406 km del Puerto de Paranaguá y a 90 km del aeropuerto más próximo, localizado en la ciudad de Londrina.
El clima de Mauá da Serra es clasificado como Subtropical Húmedo Mesotérmico sin estación de sequía definida. Los veranos son poco calientes (temperatura media de 22 °C) y los inviernos traen heladas frecuentes en las áreas más altas del municipio (temperatura media inferior a 18 °C).